# Pierino Baffi
Pierino Baffi (* Vailate, 15 de setembro de 1930 - † Bérgamo, 27 de março de 1981). Foi um ciclista italiano, profissional entre 1953 e 1966 que conseguiu sucessos desportivos nas três grandes provas por etapas ao obter 5 vitórias no Tour de France, 4 vitórias de etapa na Volta a Espanha e outras 4 vitórias de etapa no Giro d'Italia.
Em 1958 conseguiu triunfos de etapa nas três Grandes Voltas, algo que só Miguel Poblet tinha conseguido até então, em 1956, e que mais tarde igualaria Alessandro Petacchi em 2003.
Seu filho Adriano Baffi também foi ciclista profissional.

## Palmarés
| - 1955 - 2 etapas da Volta a Espanha - 1956 - 1 etapa do Giro d'Italia - Milão-Vignola - Giro da Romagna - 3.º no Campeonato da Itália em Estrada - 1957 - 2 etapas do Tour de France - 1958 - 3 etapas do Tour de France - 1 etapa do Giro d'Italia - 2 etapas da Volta a Espanha - 1959 - 1 etapa da Roma-Nápoles-Roma - 1 etapa da Paris-Nice - Milão-Mantua | - 1960 - 1 etapa do Giro d'Italia - 1 etapa da Roma-Nápoles-Roma - Giro d'Emilia - 1962 - Coppa Bernocchi - Troféu Matteotti - Milão-Mantua - 1963 - 1 etapa do Giro d'Italia - 2 etapa do Volta ao Luxemburgo - Troféu Matteotti |

## Resultados nas grandes voltas
| Corrida            | 1954 | 1955 | 1956 | 1957 | 1958 | 1959 | 1960 | 1961 | 1962 | 1963 | 1964 | 1965 | 1966 |
| ------------------ | ---- | ---- | ---- | ---- | ---- | ---- | ---- | ---- | ---- | ---- | ---- | ---- | ---- |
| Giro d'Italia      | Ab.  | 22.º | 16.º | 29.º | 23.º | 53.º | 37.º | 67.º | 46.º | 77.º | 91.º | 72.º | -    |
| Tour de France     | -    | -    | 55.º | 23.º | 63.º | 60.º | 68.º | -    | 61.º | -    | -    | -    | -    |
| Volta a Espanha    | -    | 27.º | -    | -    | 37.º | -    | -    | -    | -    | -    | -    | -    | -    |
| Mundial em Estrada | -    | -    | 17.º | 29.º | -    | -    | -    | -    | Ab.  | -    | -    | -    | -    |

## Equipas
- Nivea-Fuchs (1954-1956)
- Bif Welter (1957)
- Chlorodont-Leio (1958)
- Ignis-Frejus (1959)
- Ignis (1960)
- Fides (1961)
- Ghigi (1962)
- Molteni (1963-1964)
- Bianchi-Mobylette (1965)
- G.B.C. 1966)